# Taipei Challenger 1991
Il Taipei Challenger 1991 è stato un torneo di tennis facente parte della categoria ATP Challenger Series nell'ambito dell'ATP Challenger Series 1991. Il torneo si è giocato a Taipei in Taiwan dal 15 al 21 aprile 1991 su campi in cemento.

## Vincitori

### Singolare
Markus Zoecke ha battuto in finale  Kelly Jones con il punteggio di 6–3, 6–3

### Doppio
Kelly Jones /  Todd Woodbridge hanno battuto in finale  Mark Kratzmann /  Jason Stoltenberg con il punteggio di 7–6, 6–3